# Abasjidze

Släkten Abasjidzes vapensköld.

Abasjidze är en georgisk familj och f.d. furstligt hus. Släkten uppkom i slutet av 1400-talet och hade i slutet av 1600-talet fått stort inflytande i Kungadömet Imereti, i västra Georgien. Det grenade senare ut sig till resterande georgiska kungadömen samt det då turkiskt kontrollerade Adzjarien, i södra Georgien. Efter den ryska annekteringen av Georgien fick familjen år 1825 titeln Knez Abasjidze.